# Roy Brooks
Roy Brooks (9. marts 1938 i Detroit, USA – 15. november 2005) var en amerikansk jazztrommeslager.
Brooks kom frem i Horace Silvers gruppe, som han spillede med i 6 år (1959-1964), med feks. pladen Song For My Father.
Brooks, der spillede i Hardbop stil, har også spillet og indspillet med Yusef Lateef, Lee Morgan, Dexter Gordon, Blue Mitchell, Chet Baker, Wes Montgomery, Dollar Brand, Jackie McLean og Charles Mingus.
Han var også med i Max Roachs Percussionensemble M´Boom.
Brooks har lavet en snes soloplader i eget navn.

## Diskografi
- Beat
- The Free Slave
- Black Survival
- The Smart Set
- Duet In Detroit

### Som sideman
- Horascope – Horace Silver
- Song For MY Father – Horace Silver
- The Children Of Africa – Dollar Brand
- Blue´s Moods – Blue Mitchell
- The Blue Yusef Lateef – Yusef Lateef
- M´Boom – Max Roach
- Collage / M´Boom – Max Roach
- M´Boom Live In New York – Max Roach